# SCO OpenServer
Sistema operativo propietario, perteneciente a The SCO Group. Está basado en Unix System V.
Originalmente Microsoft contrató a SCO para que escribiera el Xenix, surgió así SCO Xenix en 1983, luego apareció el Unix SCO Unix v3.2r4.0 y posteriores. En 1995 SCO presentó OpenServer 5.0 y continuó con posteriores versiones.

## Versiones
| Versión                 | Fecha                 | Codename        | Ediciones                                                          |
| ----------------------- | --------------------- | --------------- | ------------------------------------------------------------------ |
| SCO UNIX System V/386   | 1989                  | ?               |                                                                    |
| Open Desktop 1.0        | 1990                  | ?               |                                                                    |
| Open Desktop 1.1        | 1991                  | ?               | Supplement for upgrade                                             |
| SCO UNIX                | 1992                  | ?               |                                                                    |
| Open Desktop 2.0        | 1992                  | Phoenix         | Desktop System, Server                                             |
| Open Desktop/Server 3.0 | 1994                  | Tbird           | Open Desktop, Open Desktop Lite, Open Server                       |
| OpenServer 5.0          | 1995                  | Everest         | Desktop System, Host System, Enterprise System                     |
| OpenServer 5.0.2        | 1996                  | ?               | Desktop System, Host System, Enterprise System, Internet FastStart |
| OpenServer 5.0.4        | 1997                  | Comet           | Desktop System, Host System, Enterprise System                     |
| OpenServer 5.0.5        | 1999                  | Davenport       | Host System, Desktop System, Enterprise System                     |
| OpenServer 5.0.6        | 2000                  | Freedom         | Host System, Desktop System, Enterprise System                     |
| OpenServer 5.0.7        | 14 de febrero de 2003 | Harvey West     | Host System, Desktop System, Enterprise System                     |
| OpenServer 6.0          | 14 de junio de 2005   | Legend          | Starter, Enterprise                                                |
| OpenServer 10           | 15 de febrero de 2017 | FreeBsd version | Enterprise, Server, Mainframe, Desktop system, DataCenter, Host    |

- Datos: Q1755887
- Multimedia: OpenServer / Q1755887